# Sami Jauhojärvi
Sami Olavi Jauhojärvi, né le 5 mai 1981 à Ylitornio, est un fondeur finlandais. Son palmarès comporte notamment une médaille d'or olympique en sprint par équipes en 2014, trois médailles de bronze aux Championnats du monde dans des épreuves collectives et une victoire individuelle en Coupe du monde en 2009.

## Carrière
Il commence sa carrière en 2000, et obtient ses premières médailles internationales en remportant le titre de champion du monde junior du 30 km et la médaille de bronze du 10 km. Dans la foulée, il fait ses débuts en Coupe du monde où il monte sur son premier podium lors d'un relais disputé à Kuusamo en décembre 2002. En individuel, c'est cinq ans plus tard qu'il découvre le podium à l'occasion d'un 15 km classique à Davos. Il s'est aussi classé notamment septième de la première édition du Tour de ski en 2006-2007 et neuvième du quinze kilomètres classique aux Jeux olympiques d'hiver de 2006 à Turin.
La saison 2008-2009 est pour l'heure, la plus riche en succès pour lui avec trois podiums : deux troisièmes places de nouveau sur 15 km classique à Kuusamo et Davos et au sprint par équipes à Liberec, avant sa première victoire lors du 50 km classique de Trondheim. La dernière victoire finlandaise en Coupe du monde remontait à décembre 2000. Aux Mondiaux de Liberec, il venait juste de remporter deux médailles de bronze dans des épreuves collectives (relais et sprint par équipes).
En 2014, avec son coéquipier Iivo Niskanen, il devient champion olympique en sprint par équipes à Sotchi (style classique).

## Palmarès

### Jeux olympiques
| Épreuve / Édition | Sprint                           | Sprint                           | 15 km                            | 15 km                            | Poursuite / Skiathlon 2 × 15 km | 50 km | Relais                         | Relais    |
| Épreuve / Édition | libre                            | classique                        | libre                            | classique                        | Poursuite / Skiathlon 2 × 15 km | 50 km | Sprint                         | 4 × 10 km |
| JO 2006 Turin     | 61e                              | Épreuve inexistante à cette date | Épreuve inexistante à cette date | 9e                               | 20e                             | —     | —                              | 10e       |
| JO 2010 Vancouver | Épreuve inexistante à cette date | 12e                              | —                                | Épreuve inexistante à cette date | Abandon                         | 22e   | —                              | 5e        |
| JO 2014 Sotchi    | —                                | Épreuve inexistante à cette date | Épreuve inexistante à cette date | 17e                              | 32e                             | —     | Médaille d'or, Jeux olympiques | 6e        |

Légende :
- : première place, médaille d'or
- : pas d'épreuve
- — : non disputée par Jauhojärvi

### Championnats du monde
| Épreuve / Édition               | Épreuve / Édition               | Lahti 2001 | Oberstdorf 2005 | Sapporo 2007 | Liberec 2009              | Oslo 2011 | Val di Fiemme 2013 | Falun 2015 | Lahti 2017                |
| Sprint libre                    | Sprint libre                    | 18e        |                 |              |                           |           |                    |            |                           |
| Sprint par équipes              | Classique                       |            |                 |              | Médaille de bronze, monde |           |                    |            | Médaille de bronze, monde |
| Sprint par équipes              | Libre                           |            |                 | 11e          |                           |           |                    |            |                           |
| 15 km                           | Classique                       |            |                 |              | 12e                       | 5e        |                    |            | 8e                        |
| 15 km                           | Libre                           |            | 44e             |              |                           |           |                    |            |                           |
| 2 × 15 km Poursuite / Skiathlon | 2 × 15 km Poursuite / Skiathlon |            | 11e             | 16e          | 8e                        |           | 53e                | 34e        |                           |
| 50 km                           | Classique départ en masse       |            |                 | 13e          |                           |           | 30e                | 29e        |                           |
| 50 km                           | Libre départ en masse           |            | 14e             |              |                           |           |                    |            |                           |
| Relais 4 × 10 km                | Relais 4 × 10 km                |            | 12e             | 6e           | Médaille de bronze, monde |           | 5e                 | 8e         | 5e                        |

Légende :
- : troisième place, médaille de bronze
- : pas d'épreuve
- — : non disputée par Jauhojärvi

### Coupe du monde
- Meilleur classement général : 4e en 2009.
- Meilleur classement en distance : 4e en 2009.
- 8 podiums :
  - 6 podiums en épreuve individuelle : 1 victoire et 5 troisièmes places.
  - 2 podiums en épreuve par équipes :  2 deuxièmes places.

#### Détail de la victoire individuelle
| Épreuve / Édition | 50 km classique |
| 2008-09           | Trondheim       |

#### Courses par étapes
- Meilleur résultat final sur le Tour de ski : 7e en 2007.
- 3 podiums sur des étapes : 1 deuxième place et 2 troisièmes places.

#### Classements par saison
| Saison    | Classement général final | Classement distance | Classement sprint |
| 2002-2003 | 132e                     |                     |                   |
| 2003-2004 | 138e                     | 103e                | 70e               |
| 2004-2005 | 117e                     | 76e                 |                   |
| 2005-2006 | 44e                      | 34e                 | 50e               |
| 2006-2007 | 9e                       | 14e                 | 29e               |
| 2007-2008 | 20e                      | 13e                 | 27e               |
| 2008-2009 | 4e                       | 4e                  | 19e               |
| 2009-2010 | 58e                      | 40e                 | 56e               |
| 2010-2011 | 30e                      | 27e                 | 32e               |
| 2011-2012 | 40e                      | 36e                 | 30e               |
| 2012-2013 | 82e                      | 75e                 | 62e               |
| 2013-2014 | 34e                      | 26e                 | 64e               |
| 2014-2015 | 36e                      | 25e                 | 63e               |
| 2015-2016 | 102e                     | 66e                 | 83e               |
| 2016-2017 | 56e                      | 38e                 | 99e               |

### Championnats du monde junior
- Karpacz-Szklarska-Poreba 2001 : 
  -  Médaille d'or du 30 km style libre mass-start
  -  Médaille de bronze du 10 km style classique.